# کروشتیتس
کروشتیتس (به آلمانی: Krostitz) یک شهر در آلمان است که در نوردزاکسن واقع شده‌است. کروشتیتس ۳٬۹۹۳ نفر جمعیت دارد.